# Casa de Haro

Antigo brasão da casa de Haro, titulares do Senhorio de Biscaia entre os séculos XI e XIV. A sua composição foi herdada por numerosos municípios da Biscaia.

A Casa de Haro tem a origem do seu Brasão na pessoa de Diego Lopes I de Haro “o Bom”: As primitivas ermas eram compostas por lobos em campo de prata, por referência ao nome «Lope», de salientar os cordeiros atravessados nas bocas dos lobos e a bordura com aspas de Santo André em alusão a participação de Diogo de Haro na Batalha de Navas de Tolosa e na Tomada de Baeza.
Os Haro, são uma linhagem muito antiga com origem na nobreza feudal da Idade media da corte do Reino de Castela onde foram titulares do Senhorio de Biscaia entre o século X e o século XIV e estão na origem do Território histórico e na Província de Biscaia no País Basco.
Tomaram o apelido de Haro quando foi concedido a Diego Lopes o senhorio de Vila Haro pelo rei Afonso VI de Castela. No entanto a aparição da primeira incorporação do toponímico no apelido só é encontrado numa escritura que data de 1117, na qual aparece um filho de D. Diogo, Lope Díaz I de Haro com a seguinte nomeação: “Donus Didacus Lópiz de Faro".
Foram senhores de Haro
- Diego Lopes I de Haro
- Lope Díaz I de Haro
- Diego Lopes II de Haro
- Lope Díaz II de Haro
- Diego Lopes III de Haro
- Lope Díaz III de Haro
- Diego López IV de Haro
- Diego López V de Haro
- María Díaz I de Haro
- María Díaz II de Haro
- Juan de Haro